# جزیره سنت جان
جزیره سنت جان (انگلیسی: Saint John's Island) یک جزیره در تنگه سنگاپور است که در فاصله ۶٫۵ کیلومتری ساحل جنوبی سنگاپور واقع شده‌است. این جزیره بخشی از ساختار صخره ای جرونگ بوده و دارای زیستگاه‌های ساحلی و جنگل بارانی حاره‌ای است. این منطقه محل زندگی چند گونه گیاه و جانور می‌باشد که جزو گروه در خطر انقراض ملی قرار دارند. در حال حاضر، جزیره سکنه دائم ندارد.